# 24ポンド グリボーバルカノン砲

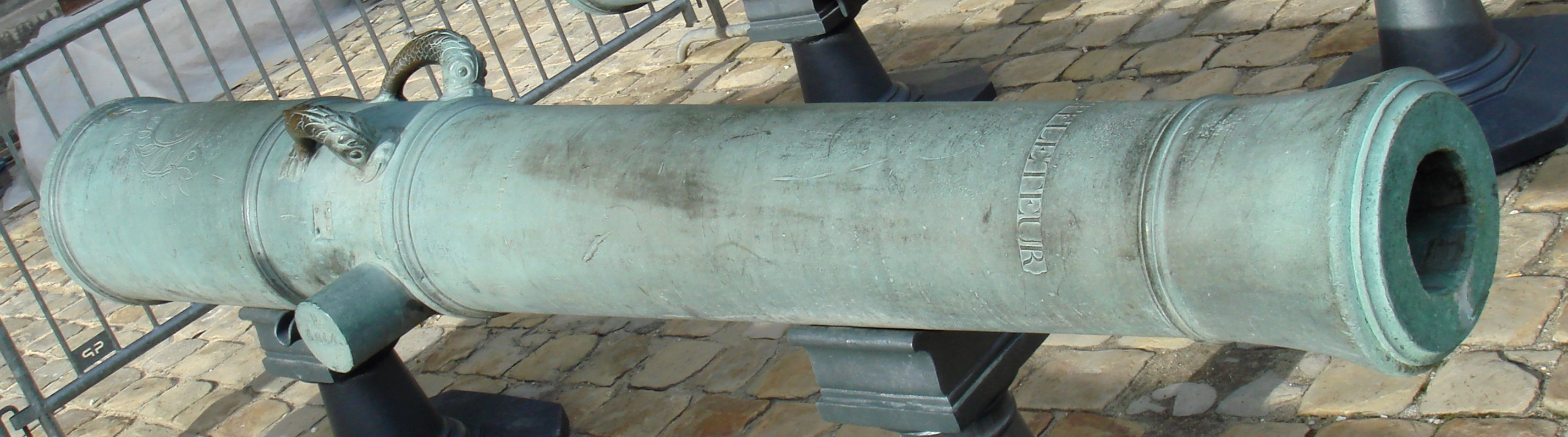
1772年製造の24ポンド グリボーバルカノン砲、イルカ型の把手が付いている。
重量2,832 kg、 鋳造者J・ベレンジャー、 オテル・デ・ザンヴァリッド所蔵

24ポンド グリボーバルカノン砲（Canon de 24 Gribeauval）とはフランスがフランス革命からナポレオン戦争にかけて使用していた攻城砲の一種であり、野戦運用可能な最大の大砲であった。
技師であり砲兵隊第一総監であったジャン＝バティスト・ヴァケット・ド・グリボーバルが開発したことから彼の名前が取られている。